# Song Zhiwen
Song Zhiwen (c. 660–712), ook bekend onder zijn omgangsnaam Yanqing, was een Chinese dichter van de  vroege Tang-dynastie. Tezamen met Shen Quanqi heeft Song Zhiwen bijgedragen aan de perfectie van de Jintishi of de Nieuwe Stijl Poëzie. Het was een van de meest kritieke poëtische ontwikkelingen van de vroege Tang-dynastie. Deze stijl zou veel toekomstige generaties inspireren.

## Poëzie
Song Zhiwen is vooral bekend door zijn vijf-tekens-Jintishi gedichten, of wujue.
Als een uitstekende hofdichter zijn Song Zhiwen’s gedichten bekend om zijn vorm, de Jintishi. En daarbinnen vooral de acht-regelige lüshi. Zijn vroege werk richt zich vaak op het hofleven. Later geeft hij de voorkeur aan landschappen en zijn verbittering ten gevolge van zijn verbanning.

## Gedicht
Een gedicht van Song Zhiwen is opgenomen in de bloemlezing Driehonderd Tanggedichten:

五言律詩 宋之問 題大庾嶺北驛

陽月南飛雁， 傳聞至此回，

我行殊未已， 何日復歸來？

江靜潮初落， 林昏瘴不開。 

明朝望鄉處， 應見隴頭梅。

宋之問

Vertaling:

Geschreven op de muur van een herberg ten Noorden van de berg Dayu

Ze zeggen dat wilde ganzen, zuidwaarts vliegend,

Hier terugkeren, deze maand....

Zal mijn eigen zuidelijke reis

Ooit teruggaan, vraag ik me af?

...De rivier pauzeert bij eb

En de bossen zijn zwaar van mist

Maar morgenvroeg, aan de andere kant van de berg

Zal het ochtendgloren wit zijn, van de pruimenbomen thuis

Song Zhiwen
- CiNii: DA12425084
- Gemeinsame Normdatei: 1240519508
- International Standard Name Identifier: 0000 0000 6357 2672
- Library of Congress Control Number: n86036162
- Nationale bibliotheek van Australië: 36645305
- Nederlandse Thesaurus van Auteursnamen: 150588720
- Virtual International Authority File: 3948447
- WorldCat: E39PBJymxpW4JCFvFR6JxkmKh3